# Die Dubarry (1951)
Die Dubarry ist eine in die Gegenwart verlegte deutsche Operettenverfilmung von 1951 unter der Regie von Georg Wildhagen. Sie beruht lose auf der gleichnamigen Operette des Komponisten Carl Millöcker aus dem Jahr 1879.

## Handlung
Jeanne Fabiani ist eine als Madame Dubarry gefeierte Sängerin, deren Karriere von einem großzügigen Förderer unterstützt wurde. Als ein Kritiker bemängelt, ihr fehlten jegliche Herzenstöne, will sie beweisen, dass sie ohne fremde Hilfe wieder ein großer Star werden kann und fängt noch einmal von vorne an. Sie ändert ihren Namen, verändert ihr Aussehen und beginnt wieder als kleine Sängerin. Dabei verliebt sie sich in einen vermeintlich armen jungen Mann, der jedoch ein bedeutender Automobilfabrikant ist und heimlich ihre Karriere fördert. Nun kommt sie wieder als Dubarry ganz nach oben, und die Liebe hat sie zu einer vollendeten Künstlerin gemacht, wodurch auch alle Kritiker bekehrt sind.

## Produktionsnotizen
Die Dreharbeiten begannen im August 1951. Als Atelier diente das Studio Hamburg-Wandsbek, die Außenaufnahmen entstanden in Hamburg. An der Regiearbeit war auch Reinhold Schünzel beteiligt, ohne als Co-Regisseur erwähnt zu werden. Für die Bauten waren Willi A. Herrmann und Heinrich Weidemann zuständig. Die Uraufführung erfolgte am 30. November 1951 in den Hahnentor-Lichtspielen in Köln.

## Kritiken
Das Lexikon des internationalen Films urteilt: „Millöckers volkstümliche Melodien machen die etwas unbeholfenen Darbietungen der Sänger-Schauspieler in dem Film des von der DEFA kommenden Spezialisten für Musikfilme, Wildhagen, zur passablen Unterhaltung.“